# Гаут (мифология)
Гаут или Гапт (др.-исл. Gaut) — в германской мифологии — мифический предок или бог в мифе о происхождении геатов.

## Этимология
Имя образовано от прагерманского gautaz.
Этноним Gautaz может быть связан с названием шведской реки Göta älv впадающей в Северное море несколькими рукавами - в нескольких километрах к северу, и в самом городе Гётеборг.
Этноним геатов *gautaz связан с этнонимом готов и гутов (жителей острова Готланд), происходящим от протогерманского *gutô (ср. готский Gut-þiuda, древнескандинавский gotar или gutar).

## Название племени
Ранние жители современного Гёталанда называли себя геатами (шведск. Götar), производным от *Gautaz (множественное число * Gautôz ), «наливать».

## Записи хронистов
Австрийский летописец Иоганнес Авентинус (ок. 1525 г.) сообщил о Готусе как об одном из 20 герцогов, которые сопровождали Туисто в Европу, посетившем Готланд в качестве своего личного феодального владения во время правления Нимрода в Вавилоне. Швед Йоханнес Магнус примерно в то же время, что и Авентинус, писал, что Гот или Гетар, также известный как Гогус или Гог, был одним из сыновей Магога, который стал первым королем готов (геатов) в Готландии. Магнус отдельно перечислил Гаптуса как сына и преемника Берига, первого короля готов к югу от Балтики.

## Теоним
Гаутр также является одним из эддических имён Одина в скандинавской мифологии, а также альтернативной формой имени Gauti, который был одним из сыновей Одина и основателем королевства гетов, Гёталанда (Gautland/Geatland) в саге о Босе ок Херраудс (ок. 1300). Этот Гаутр/Гаути также появляется как отец повторяющегося и не поддающегося датировке короля гётов Гаутрекра в этой саге и нескольких других сагах, созданных между 1225 и 1310 годами.

## Англосаксонские королевские генеалогии
Некоторые версии английской королевской линии Уэссекса добавляют имена дальше имени Водена, давая псевдородословную Водена. Теперь обычно считается, что имена происходят из другой королевской линии, ошибочно добавленной к стандартной генеалогии.
Некоторые генеалогии заканчиваются на Геате (или Геате), который идентифицируется как предок Водена и отец Годвульфа. Разумно предположить, что некий Гит мог быть Гаутом. Другие продолжаются отцом Геата, Татвой (Тетууа), и даже дальше, восходя к Адаму. В «Жизни Альфреда» (893 г.) Ассер утверждает, что язычники долгое время поклонялись самому Геату как богу. Он цитирует пренебрежительный стих, приписываемый Целию Седулиусу (V век).
В поэме Деора 10-го века кратко упоминаются Гит и его жена Мэтехильда. В Historia Britonum (ок. 835; обычно приписывается Неннию) говорится, что Гит считался сыном бога язычниками Англии . В другом месте он называет Готуса, сына Арменона, предком готов.